# 豊栄町清武
豊栄町清武（とよさかちょうきよたけ）とは、広島県東広島市の大字。全域で住居表示未実施である。

## 概要
豊栄地区北西部に位置している。旧川源村の一部に相当しており、同村の役場が置かれていた。
かつては豊蝋鉱山を町内に有しており、露天掘りによるろう石の採掘が盛んであったが、遅くとも1987年には中止されている。
古くは「清滝」とも書いた。これは椋梨川の滝に由来すると考えられている。

## 沿革
- 1889年（明治22年）4月1日 - 町村制施行。豊田郡清武村、鍛冶屋村、安宿村が合併し、川源村が発足する。旧清武村は「清武」として川源村の大字となる[2][3]。
- 1944年（昭和19年）1月1日 - 豊田郡川源村と乃美村が合併し、豊栄村が発足する。清武は豊栄村の大字となる[2][4]。
- 1949年（昭和24年）4月1日 - 豊栄村が単独で町制施行し、豊栄町となる[4]。
- 1956年（昭和31年）4月1日 - 豊栄町の所属郡が豊田郡から賀茂郡に変更になる[4]。
- 2005年（平成17年）2月7日 - 豊栄町他4町が東広島市に編入される。清武は「豊栄町清武」として東広島市の大字となる[5]。

## 交通

### 鉄道
町内に鉄道路線は通っていない。最寄り駅は向原駅（JR芸備線）であるが、駅までの公共交通機関はない。

### バス

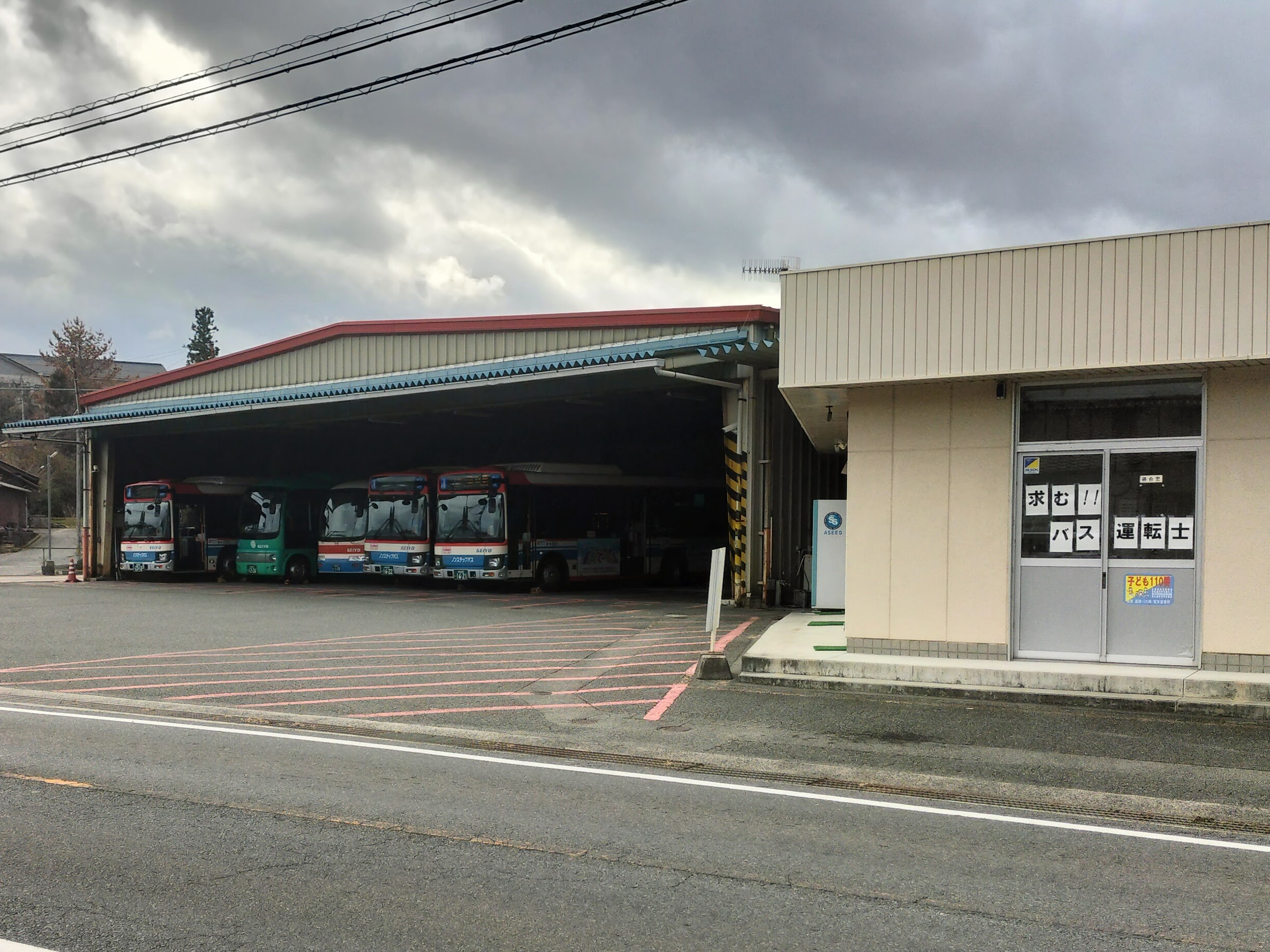
芸陽バス豊栄営業所

芸陽バスの路線バスならびに、東広島市のコミュニティバス「豊栄そよかぜ号」が運行されている。なお、町内には芸陽バスの豊栄営業所が設置されており、芸陽バスと豊栄そよかぜ号の乗り継ぎ地点にも指定されている。

#### 芸陽バス
- 豊栄 - 久芳 - 造賀 - 篠 - 東広島医療センター - 西条駅
- 豊栄 - 久芳 - 造賀 - 西条駅
- 豊栄 - 久芳 - 造賀 - 近畿大学 - 高美が丘 - 西条駅
- 豊栄 - 久芳 - 戸野 - 河内駅

#### 豊栄そよかぜ号
先述の通り芸陽バスへ接続するフィーダーバスという役割もあるため、全ての路線が町内を経由する。
- 清武西線
- 吉原線
- 飯田線
- 安宿線
- 能良・乃美陰地線

### 道路

#### 一般国道
- 国道375号線
- 国道486号線

#### 主要地方道
- 広島県道28号吉舎豊栄線
- 広島県道29号吉田豊栄線

#### 一般地方道
- 広島県道341号吉原清武線

国道375号線と国道486号線は、町内にある「清武」交差点以南で重複区間となっている。

## 施設・名所など
- 川源郵便局
- JAひろしま豊栄支店
- ショージ豊栄店
- サタケ豊栄株式会社
- 乗馬クラブ クレイン東広島
- 豊栄飛行場

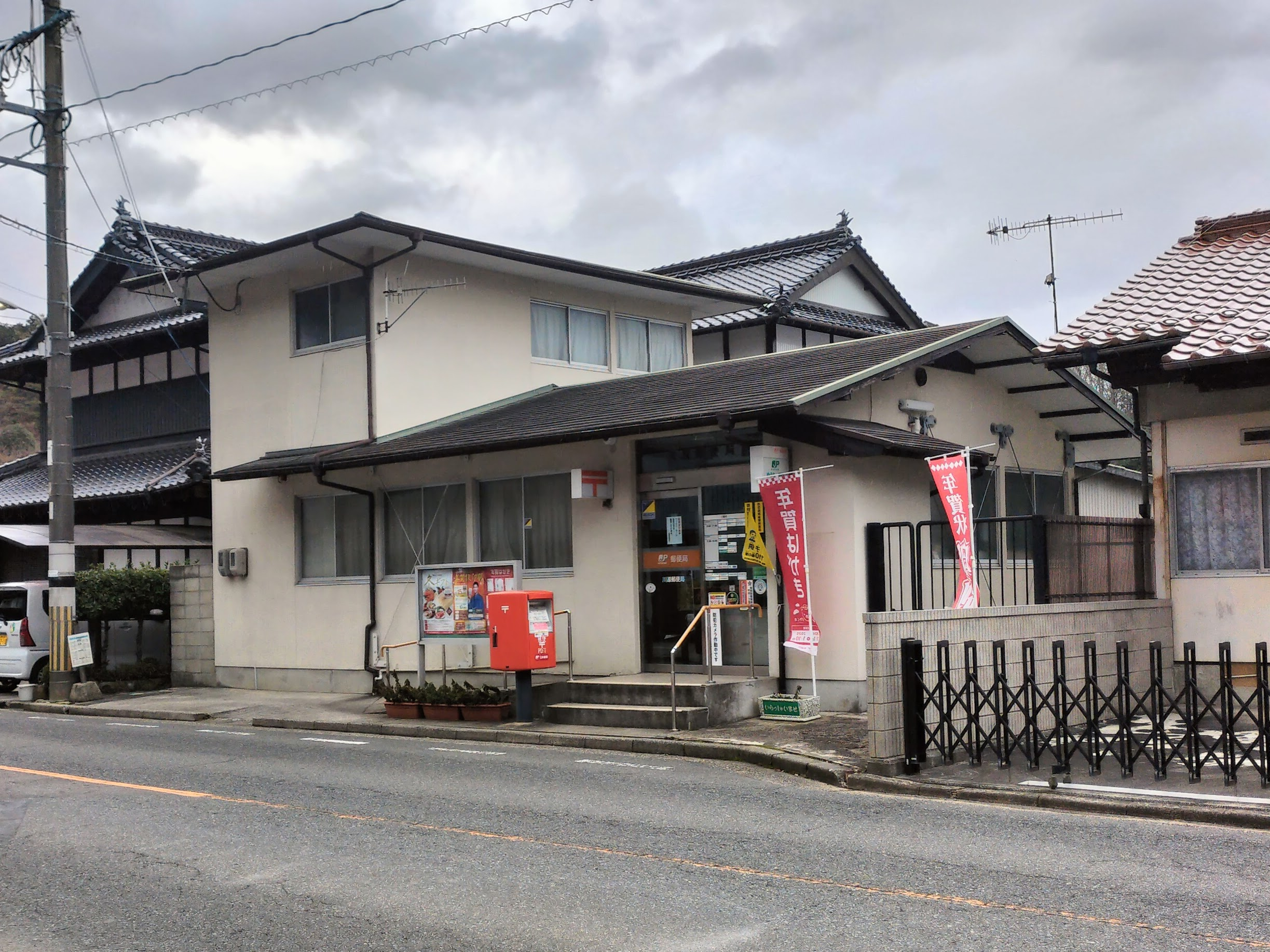
川源郵便局

- 畝山神社 - 境内の巨樹群が広島県の天然記念物に指定されている。

## 学区
公立小・中学校に通学する場合、豊栄小学校ならびに豊栄中学校に通学することになる。

## 面積
2020年時点での面積は18.926530861km2である。

## 世帯数・人口
2024年11月末での世帯数は386世帯、人口は738人である。